# Pfafflar

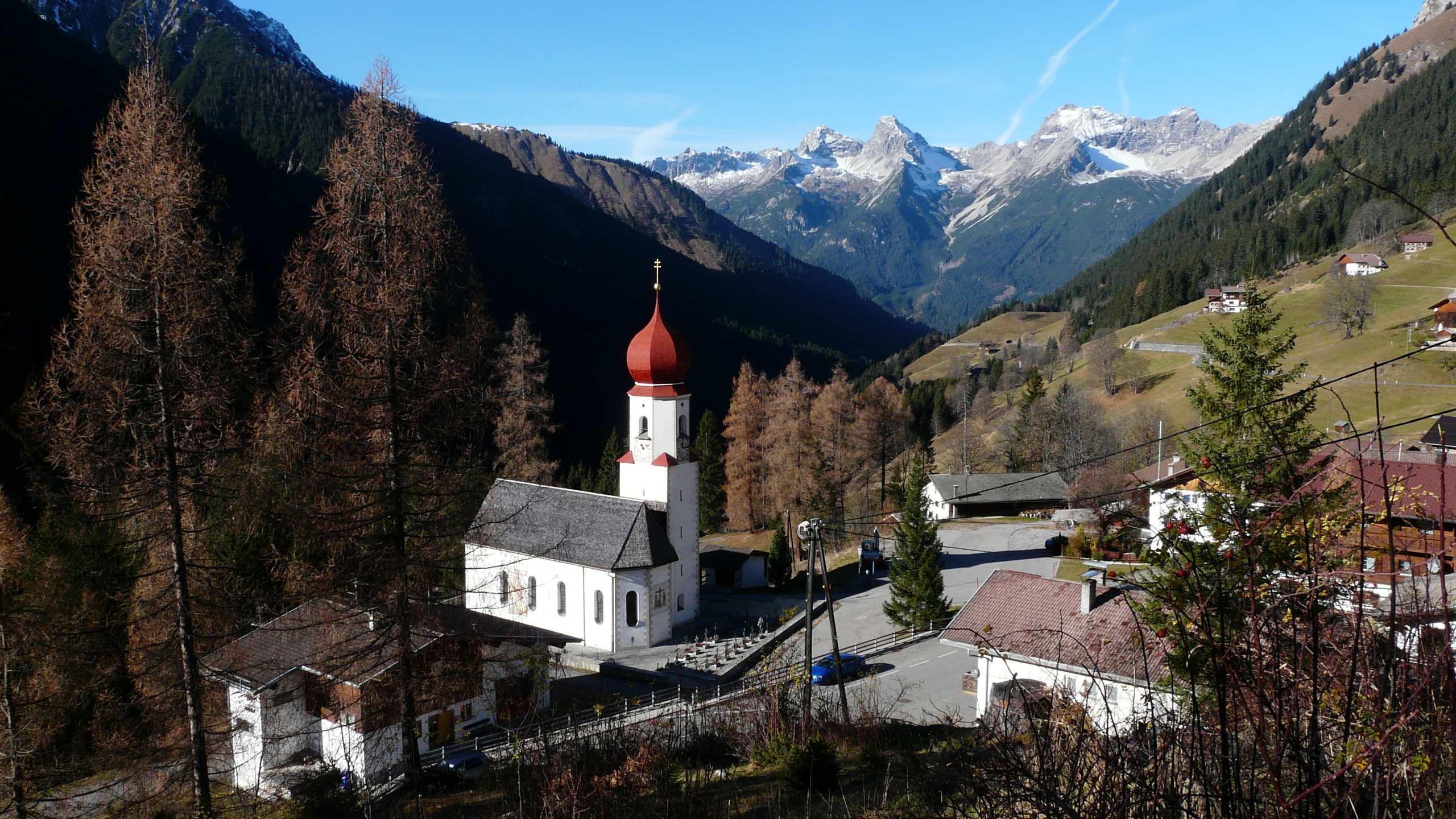
Bschlabs mit Hornbachkette

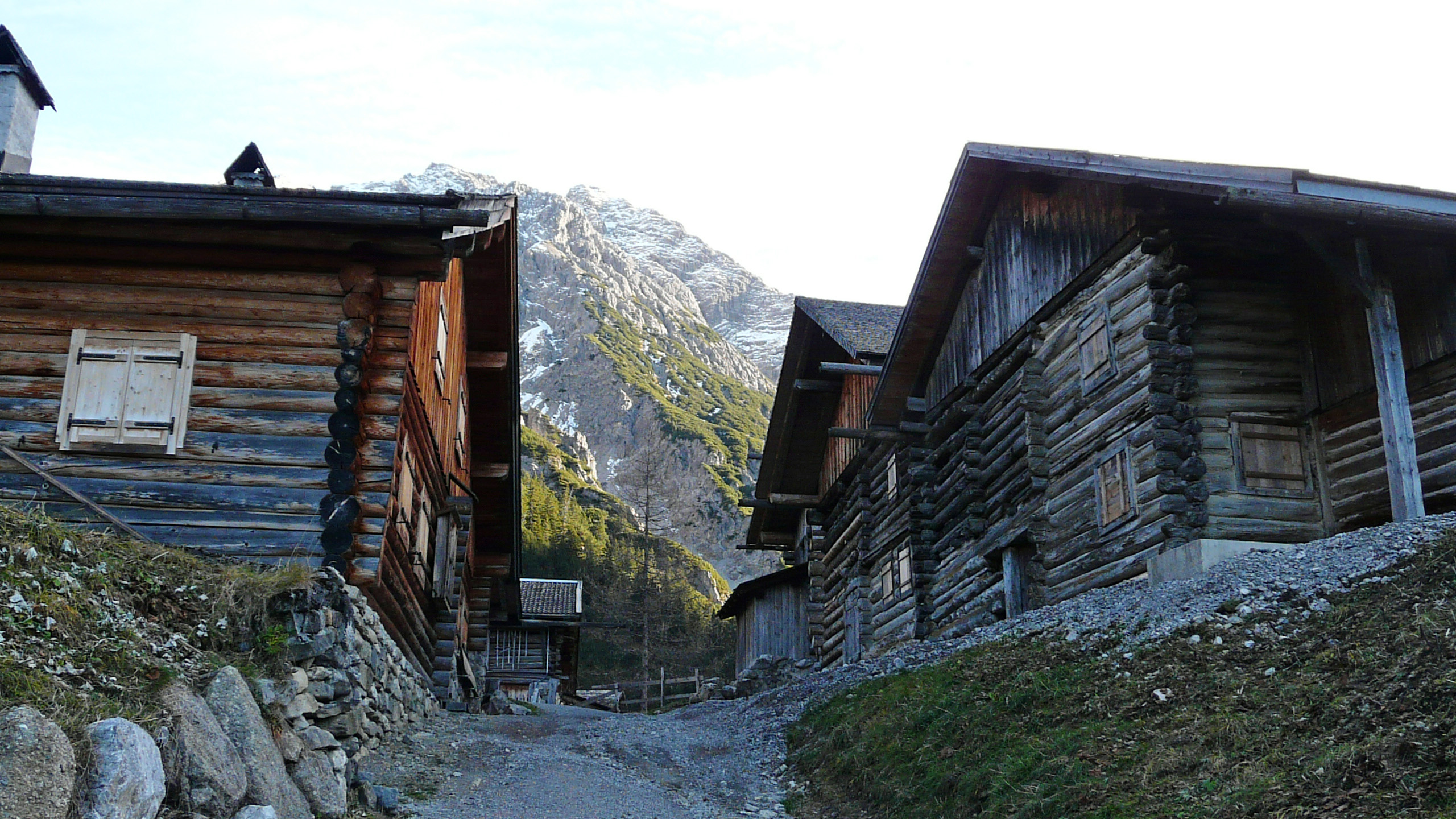
Almdorf Ebele

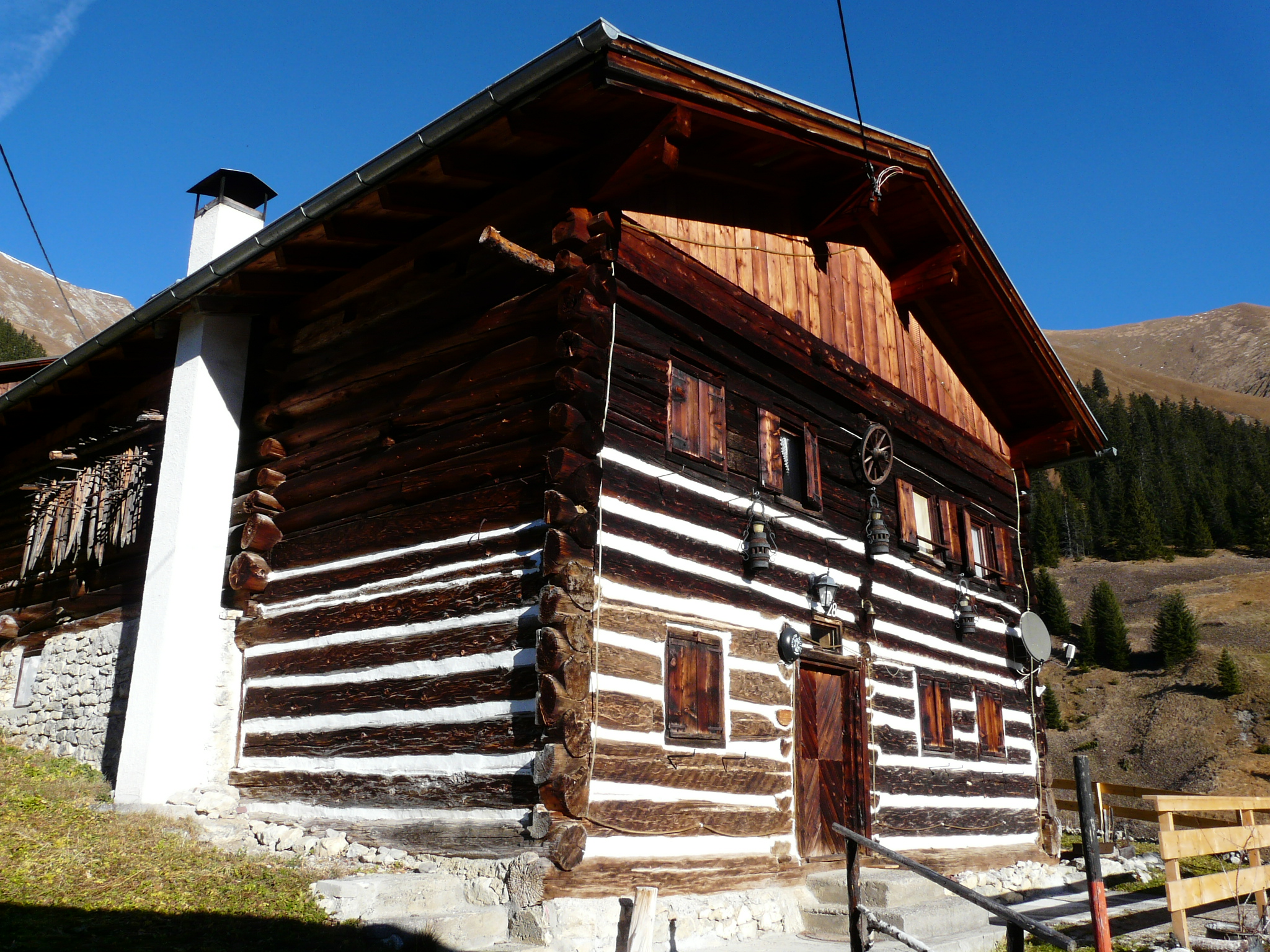
Almdorf Egg

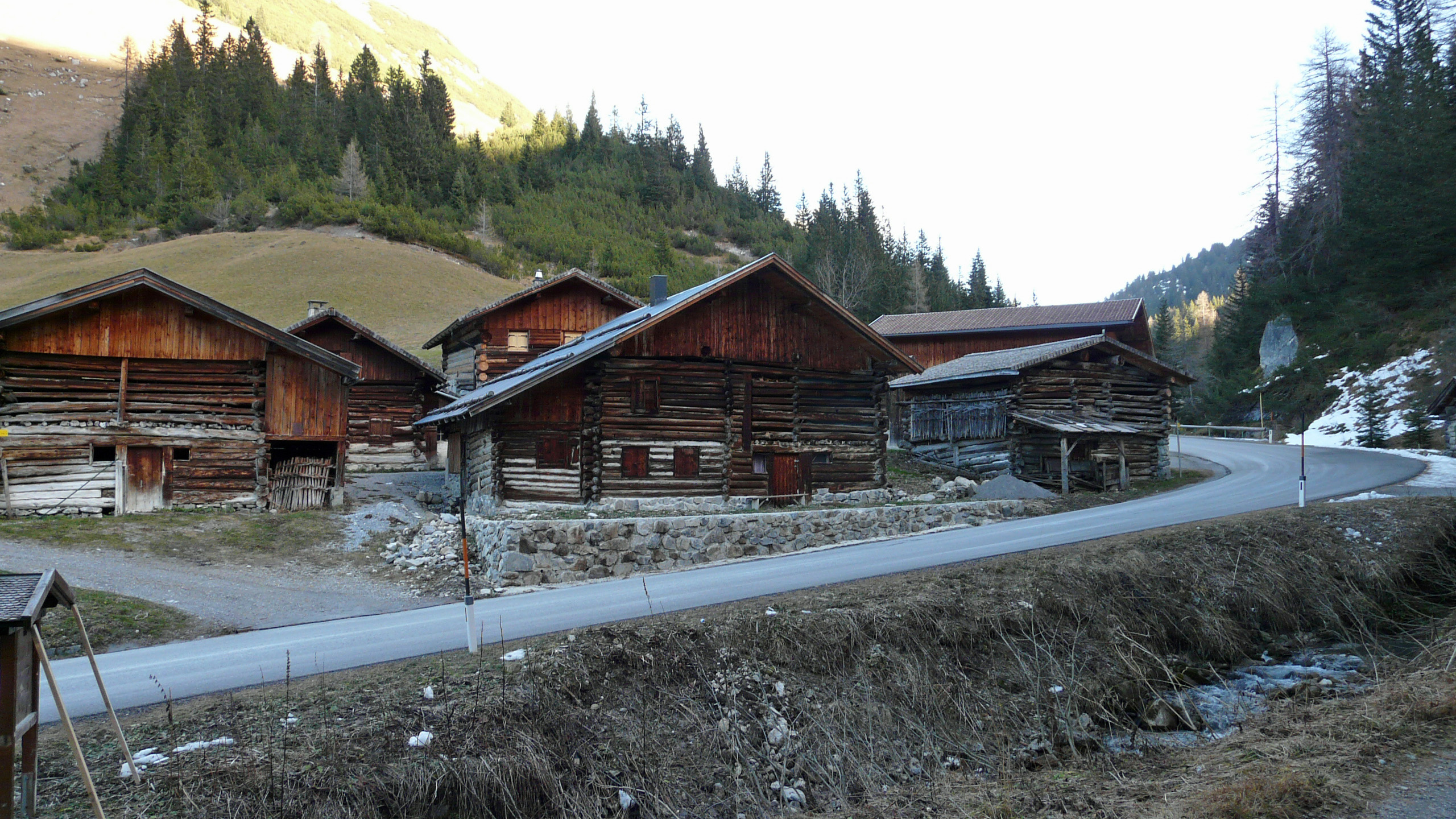
Almdorf Pfafflar an der Hahntennjochstraße

Pfafflar ist eine Gemeinde mit 97 Einwohnern (Stand 1. Jänner 2024) im Bezirk Reutte in Tirol (Österreich). Die Gemeinde liegt im Gerichtsbezirk Reutte.

## Geographie
Pfafflar befindet sich im Bschlabertal, einem Seitental des Lechtals. Hier verläuft die Straße (L72 Hahntennjochstraße/L266 Bschlaber Straße) vom Lechtal über das Hahntennjoch (das die Gemeindegrenze bildet) nach Imst im Oberinntal, die für das obere Lechtal einen kürzeren Weg als über den Fernpass darstellt.

### Gemeindegliederung
Das Gemeindegebiet umfasst folgende zwei Ortschaften (Einwohner Stand 1. Jänner 2024):
- Boden (33)
- Bschlabs (64)

Hinzu kommt noch der nicht ständig bewohnte Gemeindeteil Pfafflar, nach dem Katastralgemeinde und Zählsprengel benannt sind. Bschlabs ist der Gemeindehauptort.

### Nachbargemeinden
| Elmen     | Stanzach                                    |      |
| Häselgehr | Kompassrose, die auf Nachbargemeinden zeigt |      |
|           |                                             | Imst |

Die Nachbarkatastralgemeinden verlaufen analog, da alle Nachbargemeinden nur eine Katastralgemeinde umfassen. Das Imster Gebiet umfasst den Gutteil der Gemeinde (Namloser Wetterspitze im Nordosten bis an Lichtspitze im Südwesten).

## Geschichte
Ursprünglich fand die erste Besiedelung in Pfafflar statt. Heute sind nur noch Bschlabs und Boden ganzjährig besiedelt, Pfafflar ist lediglich eine Art Almdorf, dessen Häuser teilweise im Sommer von Feriengästen bewohnt werden.

### Ortsname
Um 1284 wurde Pfafflar Pavelaers genannt, das vom rätoromanischen Wort pabulariu abgeleitet ist und Futterstadel bedeutet.

### Mittelalter und frühere Neuzeit
Die ersten Dauersiedler in diesem Seitental des Lechtales waren Flüchtlinge aus dem Engadin, die wegen ihres Glaubens verfolgt wurden. Sie erhielten von den Grafen Starkenberg aus Imst die Erlaubnis, das Tal zu besiedeln. Die Schweizer kamen mit ihrem Vieh über das Hahntennjoch (früher Hohentennen genannt), einem Pass der das Lechtal mit dem Inntal verbindet und ließen sich um 1280 in Pfafflar nieder. Laut Urkunden befanden sich dort 1284 vier Schwaighöfe. Danach wurden Höfe in Bislafes (dem heutigen Bschlabs) und Boden errichtet.
Die Siedler rodeten Wald, um Wiesen für Viehzucht (Ziegen, Schafe, Kühe) und Ackerbau (Kartoffeln, Getreide, Flachs und Bohnen) zu bekommen. Somit waren sie wirtschaftlich unabhängig.
Damals war das Leben in den Bergen ein harter Überlebenskampf. Die Bergwiesen wurden zum Teil bis auf 2.300 m Höhe gemäht, um Heu für das Vieh im Winter zu haben. Einige mündliche Überlieferungen besagen, dass oberhalb vom Ortsteil Boden, am Fuße des Rotkopfes, Bergbau betrieben wurde. Abgebaut wurde Galmei und Blei. Davon zeugt noch heute ein kleiner Bergstollen unterhalb des Rotkopfes.
Im Jahre 1500 war die Gegend um Pfafflar ein beliebtes Jagdgebiet des Landesfürsten Kaiser Maximilian.
1629 wurde das Tal zu einem Steuerbezirk des Gerichtes Imst zusammengefasst. 1811 erklärte man die Siedlung zur Steuer-, 1848/49 zur Ortsgemeinde Pfafflar.
Den Einwohnerhöchststand erreichte Pfafflar 1840 mit 320 Bewohnern. Diese ernährten sich größtenteils aus dem Ertrag der kargen Landwirtschaft.
1894 ließ man dann den Ortsteil Pfafflar als Dauersiedlung auf und die Bergbauern zogen in das um 250 m tiefer gelegene Boden. Jedoch wurde Pfafflar weiterhin als Sommersiedlung genutzt, wo die Bauern vom Frühjahr bis zum Spätherbst blieben.
Im Ersten Weltkrieg sind zehn Männer aus Bschlabs und Boden als Soldaten in Lemberg (Ukraine), Russland, Ungarn, Italien und Wien gefallen.
1930 begann man eine Straße von Elmen nach Bschlabs zu bauen. Etwa fünf Jahre später von Boden Richtung Bschlabs.
Das erste Auto konnte 1937 bis Bschlabs fahren, aber erst 1947 nach Boden.
Pfafflar war bis 1938 Teil des Bezirks Imst und bis 1947 Teil des Gerichtsbezirks Imst. Durch die Straßenverbindung ins Lechtal wurde das Bschlabertal 1938 sinnvollerweise politisch dem Bezirk Reutte zugeteilt.
Im Zweiten Weltkrieg fielen acht Männer aus der Gemeinde als Soldaten in Afrika, Russland, Rumänien, Schlesien, Italien und Jugoslawien.

### Nachkriegszeit
Seit 1954 hat die Gemeinde Pfafflar elektrischen Strom.
Im Jahre 1960 begann man mit den Lawinenschutzverbauungen (Stahlschneebrücken, Aufforstungen, Lawinengalerien und Untertunnelungen) um die Orte und vor allem die Zufahrtsstraße im Winter sicherer zu machen. Die Gemeinde Pfafflar hatte vor diesen Schutzmaßnahmen die lawinengefährdetste Zufahrtsstraße aller Gemeinden Österreichs (z. B. Winter 1981/82 waren die Orte der Gemeinde insgesamt 80 Tage von der Außenwelt abgeschnitten, was in den Folgejahren wiederum den höchsten Bevölkerungsrückgang aller Gemeinden Österreichs nach sich zog).
Durch die Eröffnung der Hahntennjochstraße im Jahre 1969 kam – zumindest für die Sommermonate – in das verschlafene Dörfchen Bschlabs mehr Leben durch den regen Durchzugsverkehr. Sie stellt heute neben einer Verkehrsverbindung eine auch unter Motorrad- und Radfahrern beliebte Ausflugsstraße dar, die allerdings in den Wintermonaten gesperrt ist.
In dieser Zeit machte der technische Fortschritt auch vor der Gemeinde Pfafflar nicht halt. Es verbesserten sich Radio- und Fernsehempfang und das Internet hielt Einzug.
Durch neue landwirtschaftliche Maschinen wurde der Alltag der Bergbauern um vieles erleichtert.
Trotz vieler Verbesserungen ließ sich die Abwanderung der Jugend aus dem Tal nicht aufhalten. Vereine, wie beispielsweise die Musikkapelle, die das kulturelle und kirchliche Leben bereicherten, lösten sich mangels Mitgliedern auf.
In den letzten Jahren tauchten immer wieder Filmteams auf, um in der Gemeinde Kino- und Fernsehfilme wie Der Bergdoktor, Weihnachtswolf, Apollonia, Die Versöhnung, Der Architekt und Die Hebamme zu drehen.
Mit Ende des Schuljahres 2013/14 wurde die einklassige Volksschule in Bschlabs geschlossen.

### Bevölkerungsentwicklung
EinwohnerJahr901201501802102402701860189019201950198020102040EinwohnerEinwohnerentwicklung von Pfafflar

## Politik

### Gemeinderat
In den Gemeindetat werden 9 Mandatare gewählt.
Bei den letzten drei Gemeinderatswahlen 2010, 2016 und 2022 trat jeweils nur eine Partei an:
- 2010 Gemeindeliste „meinPfafflar“[4]
- 2016 Gemeindeliste Pfafflar[5]
- 2022 Wir für Pfafflar – Wir für die Zukunft (WIR)[6]

### Bürgermeister
- 2004–2022 Bernd Huber
- seit 2022 Petra Krabacher[6]

### Wappen
Der Gemeinde wurde 1981 folgendes Wappen verliehen:
In Grün drei goldene Heubille (Heuhütten), die mittlere höher stehend.
Die Farben der Gemeindefahne sind Gelb-Grün.
Das Wappen versinnbildlicht den Namen der Gemeinde, der in seiner ältesten bekannten Form Pavelaers lautet und ‚bei den Futterstädeln‘ bedeutet. Es erinnert somit auch an die Anfänge der Besiedelung und mit der Dreizahl an die Ortschaften Pfafflar, Bschlabs und Boden.